# Víctor Tomás
Víctor Tomás González, född 15 februari 1985 i Barcelona, är en spansk tidigare handbollsspelare (högersexa).
Víctor Tomás spelade hela karriären för FC Barcelona, och blev bland annat Champions League-mästare tre gånger och spansk mästare tolv gånger. Med Spaniens landslag var han bland annat med och tog OS-brons 2008 i Peking och vann VM-guld 2013 i Spanien.
På grund av ett hjärtfel avslutade Tomás sin handbollskarriär efter säsongen 2019/2020.